# 柑橘ゆすら
柑橘 ゆすら（かんきつ ゆすら）は、日本のライトノベル作家。

## 経歴
2011年の第6回HJ文庫大賞において、「柑橘ペンギン」名義で『迷える魔物使い』（刊行時に『魔王なオレと不死姫の指輪』へ改題）で大賞を、『俺と彼女のラブコメが全力で黒歴史』で奨励賞をそれぞれ受賞してデビューした。『魔王なオレと不死姫の指輪』はコミック・ダンガンで漫画化され、『異世界支配のスキルテイカー』シリーズは漫画化され、マガジンポケット、水曜日のシリウスで配信される。『最強の種族が人間だった件』は水曜日はまったりダッシュエックスコミックで配信された。

## 作品リスト

### 小説
- 魔王なオレと不死姫の指輪（HJ文庫、イラスト：しゅがすく、全5巻）
- 俺と彼女のラブコメが全力で黒歴史（HJ文庫、イラスト：パセリ、全1巻）
- ソード&ウィザーズ（HJ文庫、イラスト：パセリ、全4巻）
- 異世界支配のスキルテイカー 〜ゼロから始める奴隷ハーレム〜（講談社ラノベ文庫、イラスト：蔓木鋼音、全11巻）
- 異世界モンスターブリーダー 〜チートはあるけど、のんびり育成しています〜 （GAノベル、イラスト：かぼちゃ、全5巻）
- 友食い教室（ジャンプ ジェイ ブックス、イラスト：沢瀬ゆう、全1巻（続刊未定）、※漫画原作からのノベライズ）
- 異世界エルフの奴隷ちゃん（ダッシュエックス文庫、イラスト：夜ノみつき、全2巻、※漫画原作からのノベライズ）
- 最強の種族が人間だった件（ダッシュエックス文庫、イラスト：夜ノみつき、全4巻）
- 劣等眼の転生魔術師 〜虐げられた元勇者は未来の世界を余裕で生き抜く〜（ダッシュエックス文庫、イラスト：ミユキルリア、既刊7巻）
- 史上最強の魔法剣士、Fランク冒険者に転生する〜剣聖と魔帝、2つの前世を持った男の英雄譚〜（ダッシュエックス文庫、イラスト：青乃下、既刊6巻）
- 王立魔法学園の最下生〜貧困街上がりの最強魔法師、貴族だらけの学園で無双する〜（ダッシュエックス文庫、イラスト：青乃下、キャラクター原案：長月郁、既刊6巻）

### 漫画原作
- 魔王なオレと不死姫の指輪（コミック・ダンガン、漫画：稍日向、全3巻、※小説からのコミカライズ）
- 異世界支配のスキルテイカー 〜ゼロから始める奴隷ハーレム〜（水曜日のシリウス、漫画：笠原巴、既刊16巻、※小説からのコミカライズ）
- 友食い教室（少年ジャンプ+、漫画：沢瀬ゆう、全4巻）
- 異世界エルフの奴隷ちゃん（水曜日はまったりダッシュエックスコミック、漫画：稍日向、全4巻）
- 最強の種族が人間だった件（水曜日はまったりダッシュエックスコミック、漫画：音乃夏/コンテ：箱猫ようたろ、全7巻、※小説からのコミカライズ）
- 人間牧場（WEBコミックガンマぷらす連載、漫画：さおとめあげは、全5巻）
- 劣等眼の転生魔術師 〜虐げられた元勇者は未来の世界を余裕で生き抜く〜（水曜日はまったりダッシュエックスコミック、漫画：峠比呂、コンテ：猫箱ようたろ、既刊11巻、※小説からのコミカライズ）
- 史上最強の魔法剣士、Fランク冒険者に転生する〜剣聖と魔帝、2つの前世を持った男の英雄譚〜（水曜日はまったりダッシュエックスコミック、漫画：亀山大河、既刊9巻、※小説からのコミカライズ）
- 異世界モンスターブリーダー 〜チートはあるけど、のんびり育成しています〜（水曜日はまったりダッシュエックスコミック、漫画：とうのきり、全6巻、※小説からのコミカライズ）
- 劣等眼の転生魔術師 〜虐げられた最強の孤児が異世界で無双する〜（水曜日はまったりダッシュエックスコミック、漫画：稍日向、既刊14巻）
- 王立魔法学園の最下生〜貧困街（）上がりの最強魔法師、貴族だらけの学園で無双する〜（『週刊ヤングジャンプ』、漫画：長月郁、既刊11巻、※小説からのコミカライズ）